# Мадона деле Грације (Торино)
Мадона деле Грације је насеље у Италији у округу Торино, региону Пијемонт.
Према процени из 2011. у насељу је живело 212 становника. Насеље се налази на надморској висини од 359 м.